# Marrabenta Stories
Pour plus de détails, voir Fiche technique et Distribution.
Marrabenta Stories  est un film documentaire réalisé en 2004.

## Synopsis
De jeunes musiciens mozambicains, qui habituellement jouent du jazz, de la funk et du hip hop, s’allient à un groupe d’hommes âgés, stars du marrabenta, le style musical traditionnel du Mozambique. Ensemble, ils forment un groupe appelé Mabulu et mélangent leurs styles musicaux. Les « Old Glories », comme les appellent affectueusement leurs fans, vivent encore à Maputo, au jour le jour. Ils survivent comme ils l’ont fait durant les 50 dernières années, en écrivant des chansons qui racontent les détails, heureux ou malheureux, de leur vie.

## Fiche technique
- Réalisation : Karen Boswall
- Production : Contracosta Produções Catembe Produções Íris Imaginações
- Image : Carlos Vieira Emmanuel Leus
- Son : Gabriel Mondlane Karen Boswall
- Montage : Orlando Mesquita